# جیمز تورنیر
جیمز تورنیر (انگلیسی: James Tavernier؛ زادهٔ ۳۱ اکتبر ۱۹۹۱) یک بازیکن فوتبال اهل بریتانیا است که اکنون در رنجرز بازی می کند.پست او مدافع راست است و همچنین یکی از برترین پنالتی زن های تیمش است.